# Thân thiện với môi trường

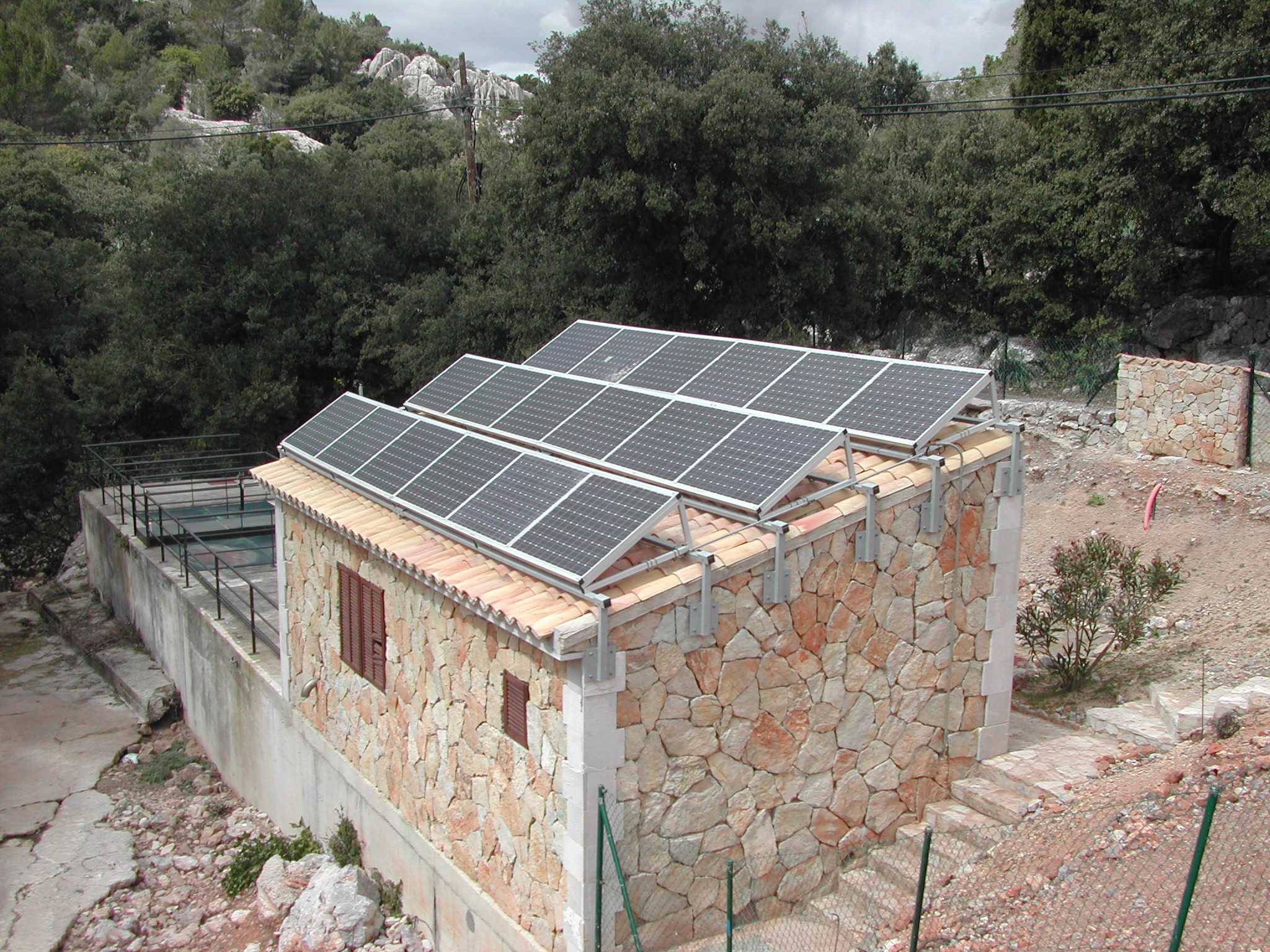
Depuradora de Lluc

Quy trình thân thiện với môi trường, hoặc thân thiện với thiên nhiên và xanh), là các thuật ngữ bền vững và tiếp thị đề cập đến hàng hóa và dịch vụ, luật pháp, hướng dẫn và chính sách yêu cầu giảm, tối thiểu hoặc không gây hại cho hệ sinh thái hoặc môi trường. Các công ty sử dụng các điều khoản mơ hồ này để quảng bá hàng hóa và dịch vụ, đôi khi có các chứng nhận bổ sung, cụ thể hơn, chẳng hạn như nhãn môi trường. Việc sử dụng quá mức của họ có thể được gọi là greenwashing.
Tổ chức Tiêu chuẩn hóa Quốc tế đã phát triển ISO 14020 và ISO 14024 để thiết lập các nguyên tắc và quy trình cho nhãn và tuyên bố môi trường mà người chứng nhận và người lao động sinh thái nên tuân theo. Đặc biệt, các tiêu chuẩn này liên quan đến việc tránh xung đột lợi ích tài chính, sử dụng các phương pháp khoa học hợp lý và quy trình kiểm tra được chấp nhận, và tính công khai và minh bạch trong việc thiết lập các tiêu chuẩn.